# Allan Johansen
Pour les articles homonymes, voir Johansen.
Allan Johansen (né le 14 juillet 1971 à Silkeborg) est un ancien coureur cycliste professionnel danois, qui a fait ses débuts professionnels en 1999 au sein de l'équipe Chicky World et terminé sa carrière en 2008 à l'occasion de Paris-Roubaix. En 2009, il revient avec l'équipe Designa Kokken.

## Palmarès
- 1999
  - 6e étape du Tour de Normandie (contre-la-montre par équipes)
  - Tour de Düren
  - GP Aarhus
  - 1re étape du Tour de Saxe
  - 1re étape du Tour de Hesse
  - 2e du Fyen Rundt
- 2002
  - 5e étape du Tour de Rhénanie-Palatinat
  - Paris-Bourges
  - 2e de la Coupe Sels
- 2003
  - 2e du championnat du Danemark sur route
- 2004
  - Hel van het Mergelland
  - Grand Prix Jef Scherens
  - 2e du Fyen Rundt
  - 3e de Paris-Bruxelles
- 2005
  - 4e étape du Tour de Saxe
- 2006
  -  Champion du Danemark sur route
  - Grand Prix Herning
  - 1re étape du Tour de Luxembourg
  - 3e du Tour de Luxembourg
  - 3e du championnat du Danemark du contre-la-montre
- 2008
  - Grand Prix Copenhagen Classic
  - 2e du championnat du Danemark du contre-la-montre par équipes
  - 10e du Tour des Flandres
- 2009
  - 4e étape du Rhône-Alpes Isère Tour
  - 4e étape de la Ronde de l'Oise
  - 2e du championnat du Danemark du contre-la-montre par équipes
  - 3e du Grand Prix Herning

## Résultats sur les grands tours

### Tour de France
1 participation
- 2000 : 119e

### Tour d'Espagne
1 participation
- 2005 : 123e